# Sushi Sushi
Pour plus de détails, voir Fiche technique et Distribution.
Sushi, Sushi est un film français sorti le 19 juin 1991 et réalisé par Laurent Perrin.

## Synopsis
Las de la vie universitaire, Maurice Hartmann abandonne la fac et crée sa propre entreprise : Sushi-Express, entreprise de livraison à domicile de plats japonais. Ses méthodes artisanales et familiales conduisent son projet à la faillite. Un habile commerçant va reprendre l'affaire en main et appliquer à la livraison de sushi des méthodes plus industrielles.

## Fiche technique
- Titre : Sushi Sushi
- Réalisation : Laurent Perrin
- Scénario : Michka Assayas, Jacques Fieschi, Laurent Perrin et Jérôme Tonnerre
- Production :
- Société de production :
- Musique : Jorge Arriagada
- Photographie : Dominique Le Rigoleur
- Montage :
- Décors : Jacques Rouxel
- Pays d'origine :  France
- Format : couleurs - 1,85:1 - Dolby - 35 mm
- Genre : comédie
- Durée : 86 minutes
- Date de sortie : 
  - France - 19 juin 1991

## Distribution
- André Dussollier : Maurice Hartmann
- Jean-François Stévenin : Richard Souriceau
- Sandrine Dumas : Claire
- Michel Aumont : Bertrand Casier
- Kentaro Matsuo : Kiyoshi
- Eva Darlan : Hélène
- Frédéric Deban : Manu
- Marie-Armelle Deguy : Magali
- Marianne Épin : Suzanne
- Jean-François Perrier : Pradère
- Aladin Reibel : Parmentier
- Pierre-Alain Chapuis : Vincent
- Catherine Frot : La banquière
- Pascal Aubier : Schlumpelmeyer
- Danièle Gain : Une passante
- Maïté Nahyr : La femme dépressive